# Âge caractéristique
En astronomie l'âge caractéristique d'un pulsar est une estimation de son âge réel par la mesure du ralentissement de sa période de rotation. Il donne un ordre de grandeur de l'âge réel du pulsar sous certaines conditions.

## Définition de l'âge caractéristique
Connaissant la période {\displaystyle P} de rotation d'un pulsar et sa variation temporelle {\displaystyle {\mathrm {d} }P/{\mathrm {d} t}}, notée {\displaystyle {\dot {P}}}, l'âge caractéristique est donné par
{\displaystyle t_{c}={\frac {1}{2}}{\frac {P}{\dot {P}}}}.
Cette formule est obtenue en supposant que le ralentissement du pulsar est dû au rayonnement dipolaire magnétique résultant de sa rotation.

## Précision de l'estimation
Il existe plusieurs effets qui peuvent entacher, parfois de façon dramatique, cette estimation de l'âge caractéristique d'un pulsar

### Pulsar jeune
L'âge caractéristique est calculé dans l'hypothèse où la période actuelle est grande devant la période initiale du pulsar (a priori inconnue). Plus le pulsar est jeune, plus cette approximation est incorrecte. Si l'on tient compte de la valeur de la période initiale {\displaystyle P_{0}} du pulsar, alors son âge caractéristique correspond à
{\displaystyle t={\frac {1}{2}}{\frac {P}{\dot {P}}}\left[1-\left({\frac {P_{0}}{P}}\right)^{2}\right]}.
Dans le cas où l'âge du pulsar est connu (comme le pulsar du Crabe), ceci permet en fait de remonter à sa période de rotation initiale, t étant cette fois non pas l'âge caractéristique, mais l'âge vrai (environ 950 ans pour le pulsar du Crabe, qui est cependant un mauvais exemple ici, car son rayonnement n'est pas dipolaire, voir ci-dessous).
La prise en compte de la valeur de la période initiale peut considérablement affecter l'estimation de l'âge. Pour PSR J0205+6449, le pulsar central de la nébuleuse 3C 58, rémanent de la supernova historique SN 1181, l'âge caractéristique trouvé sans tenir compte de la période initiale donne environ 5400 ans, alors que l'âge réel du pulsar est d'environ 830 ans. Un tel cas permet en fait de trouver la valeur initiale de la période à partir de l'âge caractéristique, connaissant l'âge vrai du pulsar (65,58 ms pour la période actuelle, et environ 60 ms pour la période initiale).

### Rayonnement non dipolaire
Il est possible que l'approximation d'un dipôle tournant ne soit pas bonne pour un pulsar. On ne peut pas bien sûr observer directement la structure du champ magnétique du pulsar, mais on peut observer sur le long terme l'évolution de sa période de rotation. Dans la situation où celle-ci évolue suffisamment vite, on peut non seulement connaître sa dérivée temporelle {\displaystyle {\dot {P}}}, mais aussi sa dérivée seconde {\displaystyle {\ddot {P}}}. On peut alors a posteriori vérifier la qualité de l'approximation dipolaire. On définit ainsi l'indice de freinage d'un pulsar, traditionnellement noté n, par la formule
{\displaystyle n=2-{\frac {P{\ddot {P}}}{{\dot {P}}^{2}}}}.
Dans le cas d'un rayonnement dipolaire, l'indice de freinage vaut n = 3. S'il ne vaut pas 3, alors l'âge caractéristique est donné par
{\displaystyle t_{c}={\frac {1}{n-1}}{\frac {P}{\dot {P}}}},
et en tenant compte de la valeur de la période initiale,
{\displaystyle t_{c}={\frac {1}{n-1}}{\frac {P}{\dot {P}}}\left[1-\left({\frac {P_{0}}{P}}\right)^{n-1}\right]}.

### Pulsar milliseconde
L'âge caractéristique, défini en prenant compte ou non de la valeur de l'indice de freinage, suppose implicitement que le ralentissement du pulsar a toujours été dû à la même cause, et qu'aucun autre processus physique n'a affecté sa rotation. On sait en pratique que ces hypothèses sont fausses pour les pulsars millisecondes, dont la rotation a été considérablement accélérée après que le champ magnétique du pulsar a décru. Dans de telles situations, la valeur de l'âge caractéristique ne correspond à rien.

## Autre méthode d'estimation de l'âge
Il existe une autre méthode d'estimation de l'âge des pulsars, en pratique uniquement utilisable pour les pulsars de notre Galaxie, appelée âge cinématique. Dans ce cas, on estime le temps qu'il a fallu au pulsar pour quitter le plan galactique, son lieu probable de naissance, pour se trouver dans sa position actuelle. Cette méthode nécessite en pratique de mesurer essentiellement le mouvement propre du pulsar, c'est-à-dire son déplacement sur la sphère céleste. Cette méthode est observationnellement plus entachée d'incertitude que l'âge caractéristique, du fait de la petitesse du mouvement propre, mais pourrait être moins sujette à des erreurs systématiques si l'indice de freinage n'est pas constant au cours du temps, aussi est-elle considérée comme complémentaire à celle-ci.

## Note
1. ↑  Le pulsar est visible sous la forme d'un pulsar, c'est-à-dire que son axe magnétique n'est pas aligné avec son axe de rotation. La rotation du pulsar, et l'hypothèse que son champ magnétique peut être assimilé à celui créé par un dipôle magnétique, implique qu'il rayonne de l'énergie électromagnétique à un certain taux.